# Galassie satellite della Via Lattea
La Via Lattea ha numerose piccole galassie satellite che sono gravitazionalmente a lei legate, come parte del cosiddetto sottogruppo della Via Lattea, a sua volta parte del Gruppo Locale.
Fino ad una ventina di anni fa la Via Lattea appariva come un sistema abbastanza isolato con poche galassie satellite di piccole dimensioni. Nel 1994 la scoperta della Corrente stellare del Sagittario, quanto restava di una galassia nana distrutta dalla forza gravitazionale della Via Lattea, ha radicalmente cambiato la visione del sistema dominato dalla nostra galassia e ha messo in evidenza l'importanza delle interazioni tra la Via Lattea e le sue galassie satellite.
Fino all'agosto 2015 si conoscono una trentina di piccole galassie satellite confermate entro un raggio di 420 kiloparsec (circa 1,5 milioni di anni luce) dalla Via Lattea, ma non tutte necessariamente le orbitano intorno. 
Di queste, le uniche visibili a occhio nudo sono la Grande e la Piccola Nube di Magellano, note all'umanità fino dalla preistoria. Misurazioni effettuate nel 2006 mediante il Telescopio spaziale Hubble suggeriscono che le Nubi di Magellano hanno un movimento troppo veloce per essere in orbita intorno alla Via Lattea.
Tra le galassie confermate essere in orbita attorno alla Via Lattea la più grande è la Galassia Nana Ellittica del Sagittario con un diametro di 20.000 anni luce, circa un quinto di quello della Via Lattea.
Inoltre, sempre all'agosto 2015, sono state identificate più di 20 piccole galassie candidate a satelliti della Via Lattea o, cosa estremamente interessante, a satelliti della Grande e della Piccola Nube di Magellano. Quindi emergerebbe l'esistenza di galassie satellite di altrettante galassie satellite. Anzi è stato calcolato che, a fronte di circa un centinaio di piccole galassie che dovrebbero esistere, distribuite nell'area della Via Lattea, almeno il 20-30% di esse risulterà associato alle Nubi di Magellano.

## Caratteristiche
Le galassie satellite, che orbitano ad una distanza compresa tra i 1 000 anni luce (310 pc) dal bordo del disco della Via Lattea e il bordo dell'alone di materia oscura situato a 980 000 anni luce (300 000 pc) dal centro della Via Lattea (il raggio viriale della nostra galassia), sono generalmente prive di gas d’idrogeno rispetto alle galassie che orbitano a maggiore distanza.
Questa regione contiene un alone di denso e caldo gas della Via Lattea, che allontana il gas caldo dalle galassie satellite, mentre quelle situate oltre questa regione mantengono ancora abbondanti quantità di gas.

## Lista delle galassie satellite
Di seguito è riportata la lista delle galassie satellite della Via Lattea attualmente note:
| Nome                             | Nome alternativo                                                                                      | Diametro (kpc) | Distanza (kpc) | Tipo      | Scoperta    | Note                                                                                                  | Immagine |
| Nana Ellittica del Cane Maggiore | CMa Dwarf, PGC 5065047                                                                                | 1,5            | 8              | Irr       | 2003        | confermata                                                                                            |          |
| Nana Ellittica del Sagittario    | Sag DEG, Sagittarius Dwarf Elliptical Galaxy, Sgr dSph, Sagittarius Dwarf Spheroidal, Sgr I Dwarf     | 2              | 20             | E         | 1994        | confermata                                                                                            |          |
| Grande Nube di Magellano         | LMC, ESO 56- G 115, PGC 17223, Nubecola Major                                                         | 4              | 48,5           | SBm       | preistorica | confermata                                                                                            |          |
| Piccola Nube di Magellano        | SMC, NGC 292, PGC 3085, Nubecola Minor                                                                | 2              | 61             | Irr       | preistorica | confermata                                                                                            |          |
| Ursa Major II                    | Ursa Major II dwarf, UMa II galaxy, Ursa Major II                                                     | 0,2            | 30             | dG D      | 2006        | confermata                                                                                            |          |
| Nana dell’Orsa Minore            | Ursa Minor dwarf, UGC 9749, PGC 54074, DDO 199, UMi Dwarf                                             | 0,4            | 60             | dE4       | 1954        | confermata                                                                                            |          |
| Nana del Drago                   | Draco Dwarf Spheroidal, Draco dSph, UGC 10822, PGC 60095, DDO 208                                     | 0,7            | 80             | dE0       | 1954        | confermata                                                                                            |          |
| Nana dello Scultore              | Sculptor Dwarf Spheroidal, PGC 3589, MCG-06-03-015                                                    | 0,8            | 90             | dE3       | 1937        | confermata                                                                                            |          |
| Nana del Sestante                | Sextans I, LEDA 88608                                                                                 | 0,5            | 90             | dE3       | 1990        | confermata                                                                                            |          |
| Nana della Carena                | Carina Dwarf, PGC 19441                                                                               | 0,5            | 100            | dE3       | 1977        | confermata                                                                                            |          |
| Nana dell’Orsa Maggiore          | Ursa Major I dwarf, Uma I dwarf, Ursa Major I dSph                                                    | -              | 100            | dG D      | 2005        | confermata                                                                                            |          |
| Nana della Fornace               | Fornax dSph, Fornax Dwarf Elliptical, Fornax Dwarf Galaxy, Fornax dE, PGC 10074/10093                 | 0,6            | 140            | dE2       | 1938        | confermata                                                                                            |          |
| Leo II                           | PGC 34176                                                                                             | 0,7            | 210            | dE0       | 1950        | confermata                                                                                            |          |
| Leo I                            | UGC 5470, PGC 29488, DDO 74, A1006, Harrington-Wilson #1, Regulus Dwarf                               | 0,5            | 250            | dE3       | 1950        | confermata                                                                                            |          |
| Leo IV                           | Leo IV, PGC 4713561                                                                                   | 0,3            | 160            | dSph      | 2006        | confermata                                                                                            |          |
| Leo V                            | Leo V, PGC 4713563                                                                                    | 0,08           | 180            | dSph      | 2007        | confermata                                                                                            |          |
| Leo T                            | Leo T, PGC 4713564                                                                                    | 0,34           | 420            | dSph/dIrr | 2006        | confermata                                                                                            |          |
| Nana del Boote                   | Bootes I, Boo dSph, Boötes Satellite, Boötes Dwarf Spheroidal Galaxy, Boötes dSph galaxy, PGC 4713553 | 0,3            | 60             | dSph      | 2006        | confermata                                                                                            |          |
| Nana del Boote II                | Boo II, PGC 4713552                                                                                   | 0,1            | 42             | dSph      | 2007        | confermata                                                                                            |          |
| Nana del Boote III               | Boo III, PGC 4713562                                                                                  | 1              | 46             | dSph?     | 2009        | confermata                                                                                            |          |
| Nana della Chioma di Berenice    | Coma Dwarf, PGC 4713557                                                                               | 0,14           | 42             | dSph      | 2006        | confermata                                                                                            |          |
| Segue 2                          | - | 0,07           | 35             | dSph      | 2007        | confermata                                                                                            |          |
| Nana dei Cani da Caccia          | Canes Venatici I, CVn Dwarf Galaxy, PGC 4689223                                                       | 2              | 220            | dSph      | 2006        | confermata                                                                                            |          |
| Nana dei Cani da Caccia II       | Canes Venatici II, CVn II, PGC 4713558, SDSS J1257+3419                                               | 0,3            | 155            | dSph      | 2006        | confermata                                                                                            |          |
| Nana di Ercole                   | Her, PGC 4713580                                                                                      | 0,7            | 135            | dSph      | 2006        | confermata                                                                                            |          |
| Nana dei Pesci II                | Pisces II                                                                                             | 0,12           | 180            | dSph      | 2010        | confermata                                                                                            |          |
| Laevens 1                        | PSO J174.0675-10.8774, Crater cluster, Crater/Laevens 1                                               | 0,04           | 145            | dSph?     | 2014        | non confermata (più probabile ammasso globulare)                                                      |          |
| Nana del Reticolo II             | - | -              | 30             | dSph      | 2015        | confermata                                                                                            |          |
| Nana di Eridano II               | Eridanus II, DES J0344.3-4331                                                                         | 1,5            | 380            | dSph      | 2015        | confermata                                                                                            |          |
| Nana dell’Orologio I             | - | -              | 100            | dSph?     | 2015        | non confermata (ammasso globulare ?)                                                                  |          |
| Nana del Pittore I               | - | -              | 115            | dSph?     | 2015        | non confermata (ammasso globulare ?)                                                                  |          |
| Nana della Fenice II             | - | -              | 100            | dSph?     | 2015        | non confermata (ammasso globulare ?)                                                                  |          |
| Kim 2/Nana dell’Indiano I        | - | -              | 100            | dSph?     | 2015        | non confermata (ammasso globulare ?)                                                                  |          |
| Nana della Gru I                 | - | -              | 120            | dSph      | 2015        | confermata                                                                                            |          |
| Nana di Eridano III              | - | -              | 90             | dSph?     | 2015        | non confermata (ammasso globulare ?)                                                                  |          |
| Nana del Tucano II               | - | -              | 70             | dSph      | 2015        | confermata                                                                                            |          |
| Willman 1                        | SDSS J1049+5103                                                                                       | < 1            | 38 ± 7         | dSph ?    | 2004        | non confermata (ammasso globulare ?)                                                                  |          |
| NGC 6822                         | Galassia di Barnard, C 57, IC 4895, DDO 209, PGC 63616                                                | 2              | 500 ± 10       | IB(s)m    | 1884        | non confermata (fa parte del Gruppo Locale ma non è una satellite della Via Lattea)                   |          |
| Leo A                            | Leo III, UGC 5364, DDO 69, PGC 28868, CGCG 153-010, MCG +05-24-008                                    | 1,4            | 790 ± 40       | IBm       | 1940        | non confermata (fa parte del Gruppo Locale ma non è una satellite della Via Lattea)                   |          |
| Nana del Tucano                  | PGC 69519                                                                                             | 0,7            | 889 ± 17       | dSph      | 1990        | non confermata (fa parte del Gruppo Locale ma non è una satellite della Via Lattea)                   |          |
| Segue 1                          | - | 0,03           | 23 ± 2         | dSph ?    | 2007        | non confermata (ammasso globulare ?)                                                                  |          |
| Nana della Fenice                | ESO 245- G 007, PGC 6830, SGC 014903-4441.5, AM 0149-444                                              | 0,7            | 440 ± 20       | IAm       | 1976        | non confermata (fa parte del Gruppo Locale ma non è una satellite della Via Lattea)                   |          |
| Nana della Gru II                | DES J2204−4626, Grus II                                                                               | 0,7            | 53 ± 5         | IAm       | 2015        | candidata; si trova più vicina alla Piccola Nube di Magellano (33 kpc) che alla Via lattea            |          |
| Laevens 2/Nana del Triangolo II  | Laevens 2/Triangulum II                                                                               | -              | 36             | dSph ?    | 2015        | candidata                                                                                             |          |
| Nana dell’Idra II                | Hydra II                                                                                              | -              | 128 ± 10       | dSph ?    | 2015        | candidata                                                                                             |          |
| Nana di Pegaso III               | Pegasus III                                                                                           | -              | 205 ± 20       | dSph ?    | 2015        | candidata                                                                                             |          |
| Laevens 3                        | Lae 3                                                                                                 | 0,015          | 64 ± 3         | ?         | 2015        | è più probabile si tratti di un ammasso globulare                                                     |          |
| Nana del Drago II                | Draco II/Laevans 4                                                                                    | 0,01           | 22 ± 3         | ?         | 2015        | di incerta natura con caratteristiche in parte simili ad ammasso globulare e in parte a galassia nana |          |
| Nana del Sagittario II           | Sagittarius II/Laevans 5                                                                              | 0,076          | 60 ± 5         | dSph ?    | 2015        | candidata                                                                                             |          |
| Nana del Tucano III              | DES J2356-5935, Tucana III                                                                            | -              | 25 ± 2         | dSph ?    | 2015        | candidata; sottoposta a smembramento dall'azione gravitazionale della Via Lattea                      |          |
| Nana della Colomba I             | DES J0531-2801, Columba I                                                                             | -              | 182 ± 18       | dSph ?    | 2015        | candidata                                                                                             |          |
| Nana del Tucano IV               | DES J0002-6051, Tucana IV                                                                             | -              | 48 ± 4         | dSph ?    | 2015        | candidata; si trova a soli 18 kpc dalla Piccola Nube di Magellano                                     |          |
| Nana della Reticolo III          | DES J0345-5026, Reticulum III                                                                         | -              | 92 ± 13        | dSph ?    | 2015        | candidata                                                                                             |          |
| Nana della Tucano V              | DES J2327-6316, Tucana V                                                                              | -              | 55 ± 9         | dSph ?    | 2015        | candidata; si trova a soli 14 kpc dalla Piccola Nube di Magellano                                     |          |
| Nana dell’Indiano I              | DES J2038-4609, Indus I                                                                               | -              | 214 ± 16       | dSph ?    | 2015        | candidata                                                                                             |          |
| Nana dell’Indiano II             | DES J2038-4609, Indus II                                                                              | 0,36           | 214            | dSph ?    | 2015        | candidata                                                                                             |          |
| Nana della Balena II             | DES J0117-1725, Cetus II                                                                              | -              | 30 ± 3         | dSph ?    | 2015        | candidata                                                                                             |          |
| Nana dell'Orologio II            | Horologium II                                                                                         | 0,09           | 78             | dSph      | 2015        | candidata                                                                                             |          |
| DES 1                            | DES J0034-4902                                                                                        | -              | 82             | dSph ?    | 2016        | candidata                                                                                             |          |
| Cratere II                       | Crater II                                                                                             | 2,2            | 117,5          | dSph ?    | 2016        | candidata                                                                                             |          |
| Nana della Vergine I             | Virgo I                                                                                               | 0,076          | 87             | dSph ?    | 2016        | candidata                                                                                             |          |

## Correnti stellari
La Galassia Nana Ellittica del Sagittario si trova coinvolta in un processo di assimilazione da parte della Via Lattea e si pensa che si estinguerà nell'arco dei prossimi 100 milioni di anni. 
La Corrente stellare del Sagittario è una corrente di stelle in orbita polare intorno alla Via Lattea che l'attrazione gravitazionale della nostra galassia ha risucchiato dalla Galassia Nana Ellittica del Sagittario. 
La Corrente stellare della Vergine è invece una corrente di stelle che rappresentano quanto resta di una galassia nana che orbitava intorno alla Via Lattea che la sua forza gravitazionale ha disassemblato e trasformato in una striscia di stelle.
Un'altra struttura con caratteristiche simile è l'Anello dell'Unicorno, scoperto nel 2002, che pare essersi formato a seguito di un incontro ravvicinato tra la Via Lattea e la Galassia Nana Ellittica del Cane Maggiore. Tuttavia sulla reale esistenza di questa struttura sono state espresse perplessità in quanto potrebbe trattarsi di una delle increspature e ondulazioni del disco galattico della Via Lattea che, inoltre, è risultata di dimensioni maggiori di quanto ipotizzato in precedenza (forse fino a 150.000-180.000 anni luce).